# Torneo de 's-Hertogenbosch 2025
El Libéma Open 2025 fue un torneo de tenis, perteneciente al ATP Tour 2025 en la categoría ATP 250 y al WTA Tour 2025 en la categoría WTA 250. El torneo tuvo lugar en la ciudad de 's-Hertogenbosch (Países Bajos) desde el 9 hasta el 15 de junio de 2025.

## Distribución de puntos
| Modalidad            | Campeón | Finalista | Semifinales | Cuartos de final | 2ª ronda | 1ª ronda | Clasificados | 2ª ronda de clasificación | 1ª ronda de clasificación |
| Individual masculino | 250     | 165       | 100         | 50               | 25       | 0        | 13           | 7                         | 0                         |
| Dobles masculino     | 250     | 150       | 90          | 45               | 20       | 0        | -            | -                         | -                         |

| Modalidad           | Campeona | Finalista | Semifinales | Cuartos de final | 2ª ronda | 1ª ronda | Clasificadas | 2ª ronda de clasificación | 1ª ronda de clasificación |
| Individual femenino | 280      | 180       | 110         | 60               | 30       | 1        | 18           | 12                        | 1                         |
| Dobles femenino     | 280      | 180       | 110         | 60               | 1        | -        | -            | -                         | -                         |

## Cabezas de serie

### Individuales masculino
| Tenista         | Ranking | Preclasificado |
| Daniil Medvédev | 11      | 1              |
| Ugo Humbert     | 21      | 2              |
| Karen Khachanov | 24      | 3              |
| Alexei Popyrin  | 25      | 4              |
| Hubert Hurkacz  | 28      | 5              |
| Jordan Thompson | 40      | 6              |
| Nuno Borges     | 41      | 7              |
| Luciano Darderi | 45      | 8              |

- Ranking del 26 de mayo de 2025.[3]

### Dobles masculino
| Tenista                           | Ranking | Preclasificado |
| Nikola Mektić Michael Venus       | 30      | 1              |
| Julian Cash Lloyd Glasspool       | 30      | 2              |
| Matthew Ebden Jordan Thompson     | 45      | 3              |
| Nathaniel Lammons Jackson Withrow | 47      | 4              |

### Individuales femenino
| Tenista               | Ranking | Preclasificada |
| Liudmila Samsonova    | 18      | 1              |
| Ekaterina Alexandrova | 20      | 2              |
| Elise Mertens         | 24      | 3              |
| Magda Linette         | 32      | 4              |
| Anastasia Potapova    | 37      | 5              |
| Xinyu Wang            | 43      | 6              |
| Lulu Sun              | 45      | 7              |
| Veronika Kudermetova  | 46      | 8              |

- Ranking del 26 de mayo de 2025.[4]

### Dobles femenino
| Tenista                            | Ranking | Preclasificada |
| Veronika Kudermetova Elise Mertens | 30      | 1              |
| Irina Khromacheva Fanny Stollár    | 67      | 2              |
| Nicole Melichar Liudmila Samsonova | 73      | 3              |
| Eri Hozumi Aldila Sutjiadi         | 88      | 4              |

## Campeones

### Individual masculino
Gabriel Diallo venció a  Zizou Bergs por 7-5, 7-6(10-8)

### Individual femenino
Elise Mertens venció a  Elena-Gabriela Ruse por 6-3, 7-6(4)

### Dobles masculino
Matthew Ebden /  Jordan Thompson vencieron a  Julian Cash /  Lloyd Glasspool por 6-4, 3-6, [10-7]

### Dobles femenino
Irina Khromacheva /  Fanny Stollár vencieron a  Nicole Melichar /  Liudmila Samsonova por 7-5, 6-3